# Manish Free Church

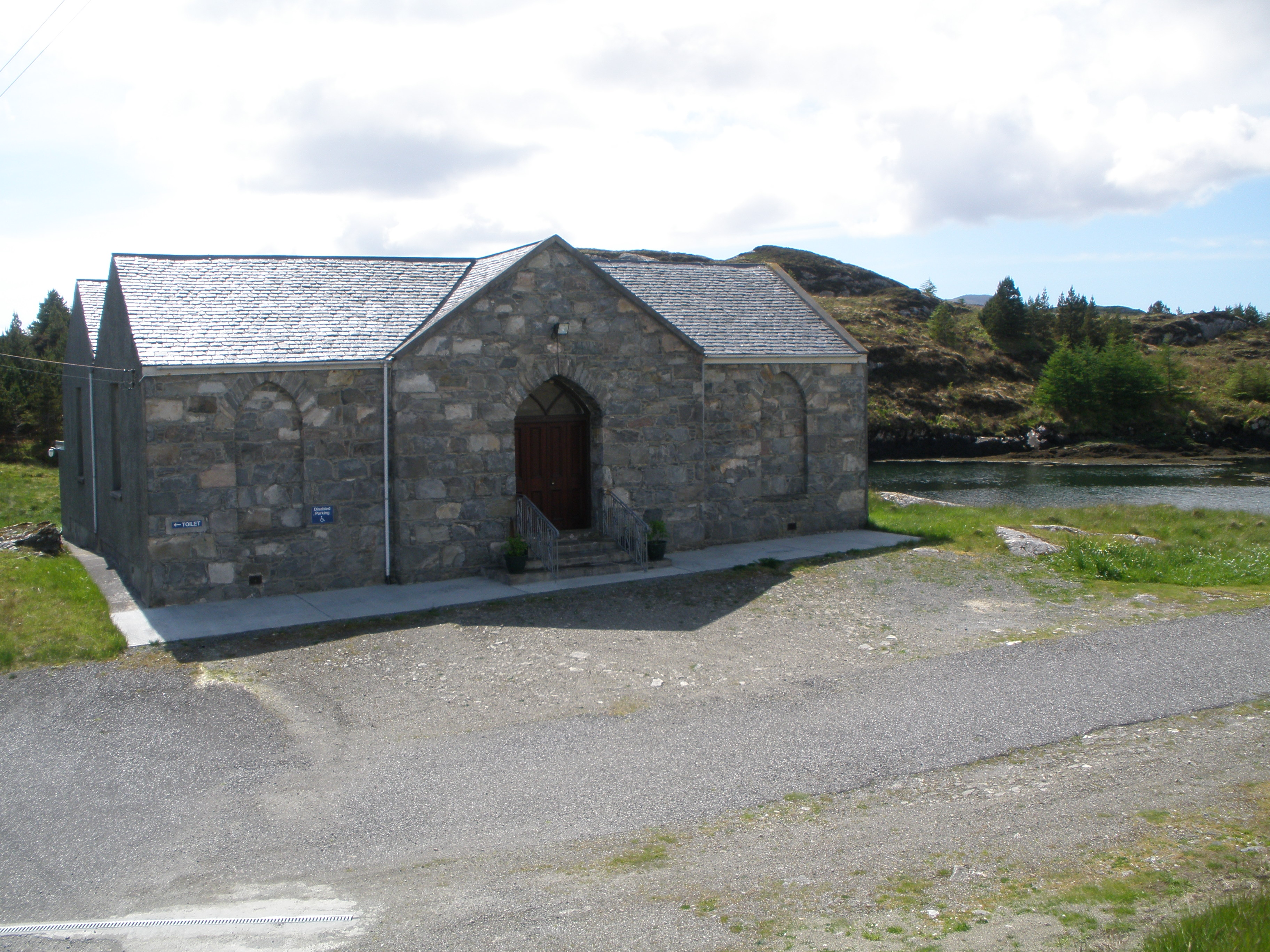
Blick von Norden mit Loch Flodabay im Hintergrund

Die Manish Free Church ist ein ehemaliges Kirchengebäude der Free Church of Scotland in der Ortschaft Manish auf der schottischen Hebrideninsel Lewis and Harris. 1993 wurde das Gebäude in die schottischen Denkmallisten in der Kategorie B aufgenommen. Das zugehörige ehemalige Pfarrhaus ist separat als Kategorie-C-Bauwerk geschützt.

## Geschichte
Nach dem schottischen Kirchenschisma von 1843 begann die abgespaltene Free Church of Scotland mit der Einrichtung eigener Gemeinden. Die Bevölkerung von Harris, zu diesem Zeitpunkt etwa 4000 Personen, schloss sich zu großem Teil der Free Church an. Infolge der Gemeindegröße wurde Ende der 1840er Jahre eine Aufteilung angeregt. Diese erfolgte 1848 mit der Bildung der Gemeinden Tarbert Free Church im Süden und der Harris Free Church. Um Spenden für einen Kirchenneubau zu akquirieren, segelte John Morison (Iain Godha), der Schmied von Harris, auf dem kircheneigenen Schiff Breadalbane nach Glasgow, Edinburgh und Dunoon. Die Reise und die Spendenbereitschaft verarbeitete er in Balladen, von denen Cuairt Cuain („Seereise“) die bekannteste ist. Nachdem ausreichend Spenden für einen schuldenfreien Bau gesammelt worden waren, erfolgte 1853 mit der Manish Free Church die Eröffnung des ersten für die Organisation gebauten Kirchengebäudes auf Harris.
Die Verschmelzung der United Free Church of Scotland mit der Church of Scotland vollzogen nur wenige Gemeindemitglieder nicht und verblieben bei der fortgeführten Organisation der Free Church. 2008 wurde das Gebäude profaniert. Die Kirchengemeinde existiert am Standort Leverburgh fort, der bereits zuvor den Gemeindefokus bildete.

## Beschreibung
Die ehemalige Manish Free Church steht am Südrand der kleinen Streusiedlung Manish am Kopf der Bucht Loch Flodabay. Die Saalkirche besteht aus zwei länglichen, längsseitig aneinandergefügten Baukörpern. Ihre Fassaden sind mit Harl verputzt. Die nordexponierte Hauptfassade ist drei Achsen weit. Zwei blinde Spitzbogenfenster flankieren das zentrale Eingangsportal mit kurzem Vordach. In die Giebelseiten sowie die rückwärtige Fassade sind längliche Sprossenfenster eingelassen. Die abschließenden Satteldächer sind schiefergedeckt.

### Pfarrhaus
Das ehemalige Pfarrhaus steht direkt östlich neben der Kirche. Die drei Achsen weite Hauptfassade des zweigeschossigen Gebäudes ist nicht der Kirche, sondern der Bucht zugewandt. Links setzt sich ein flacherer Anbau fort, der mit einer modernen Garage schließt. Zentral in die Hauptfassade ist eine Eingangstür mit Vordach eingelassen. Entlang der Fassaden sind achtflächige Sprossenfenster eingesetzt. Das schiefergedeckte Satteldach ist mit giebelständigen Kaminen ausgeführt.